# 西道諸王
西道諸王（せいどうしょおう）は、モンゴル帝国におけるチンギス・カンの諸子（ジョチ、チャガタイ、オゴデイ、コルゲン）を始祖とする、モンゴル高原西方に領地を持つ諸王家の総称である。史料上では西方諸王、右翼諸王とも記される。
これに対し、チンギス・カンの諸弟（ジョチ・カサル、カチウン、テムゲ・オッチギン、ベルグテイ）を始祖とする、モンゴル高原東方に領地を持つ諸王家を東道諸王、東方諸王、左翼諸王とも呼称する。
東道諸王が基本的にカアン（ハーン）の勢力下に留まり続けたのに対し、中央アジア・東欧に大規模な領土を得た西道諸王は半独立的な政権（ジョチ・ウルス、チャガタイ・ウルス、オゴデイ・ウルス）を形成した。モンゴル帝国の解体後も、その末裔はテュルク化・イスラーム化した土着の王朝を樹立していったため、東欧・中央アジア・西アジアの歴史に多大な影響を残した。

## 名称
西道諸王はモンゴル帝国時代の史料上に様々な名称で登場し、漢文史料では「西方諸王」、「西道諸王」、ペルシア語史料では「右手（右翼）の諸王 (پادشاهزادگان دست راست / Pādshāhzādgān-i dast-i rāst)」などと表現されている。
このうち「西道諸王」という名称には、後述するようにモンゴル高原と東方の諸地域と結ぶ交易路、いわゆる「シルクロード」を支配する諸王というニュアンスが込められていると推測されている。
また、東道諸王が後世「アバガ (abaγa/「叔父」の意)」と総称されたのに対して、西道諸王出身の有力者はしばしば「アカ（aqa/「兄」の意）」と称していたことが記録されている。

## 概要
1206年、モンゴル帝国を建国したチンギス・カンは、統治下の遊牧民を千人隊（ミンガン）として再編成し、95の千人隊が創設された。このうち、12の千人隊と西方の遊牧地がチンギス・カンの諸子に与えられ、また、12の千人隊と東方の遊牧地がチンギス・カンの諸弟に与えられ、それぞれモンゴル帝国の右翼（西道諸王）と左翼（東道諸王）と位置づけられた。カアン自らが指揮する中軍（コルン・ウルス）と、西道諸王の指揮する右翼および東道諸王の指揮する左翼という三極構造がモンゴル帝国の基本形とされ、以後代々受け継がれた。
東道諸王への千人隊の配分には偏りがあったのとは正反対に、西道諸王には全て均等に4千人隊が割り振られており、各王家は同格と定められていた。反面、東道諸王が最大の規模を有するオッチギン王家を中心として常に政治的態度を一にしてきたのに対し、西道諸王はカアン位を巡って常に対立状態にあった。
また、西道諸王への領土の分配には、西方諸地域への通行路を開拓させるという明確な目的があった。長春真人（丘処機）が中央アジア遠征中のチンギス・カンに謁見するため、金朝領華北からサマルカンドまで旅行した際の行程を記した『長春真人西遊記』には以下のように記されている。
ここでは、それまで通行できなかった道を第2太子チャガタイ・第3太子オゴデイが修復・拡張したこと、その道がモンゴル軍の中央アジア遠征に用いられたことが明記されており、また別の箇所では「三太子修金山、二太子修陰山」とも記される。
実際に、チンギス・カンの中央アジア遠征はジョチ、チャガタイ、オゴデイら西道諸王によって開拓されたルートを用いて侵攻が行われ、その侵攻ルートが西道諸王の新しい領土とされた。まず、チャガタイの開いたアルタイ山南部ルートはホラズム遠征に先立つカラ・キタイ征服に用いられ、いわゆる「天山南路」はチャガタイ家の封地となった。次に、ジョチはチンギス・カンの金朝遠征中に起こったメルキト部の残党・トゥマト部の叛乱を鎮圧するためにモンゴル高原からキプチャク草原に出る「草原の道」を進み、北方からシル川畔に侵攻した。ジョチ率いる別働隊はチンギス・カン率いる本隊がモンゴル高原に帰還した後もキプチャク草原に留まり、旧ホラズム領北方の草原地帯はジョチ・ウルスの領域となった。最後に、チンギス・カン率いる本隊は先述したようにオゴデイが開いたアルタイ山を抜けるルートを通って中央アジアを目指しており、このモンゴル軍本隊が通ったジュンガル盆地一帯がオゴデイ・ウルスの領域となった。
しかし、チンギス・カンの死後はカアン位を巡ってジョチ家とチャガタイ家・オゴデイ家の仲が悪化し、ジョチ家の後押しを受けて即位した第4代皇帝モンケはチャガタイ家・オゴデイ家に大弾圧を加えた。弱体化したチャガタイ家・オゴデイ家は帝位継承戦争を経てオゴデイ家のカイドゥの下に統一され、カイドゥ・ウルスを形成した。カイドゥ・ウルスはカイドゥの死後瞬く間に解体したが、その領域はドゥアの再興したチャガタイ・ウルス（ドゥア・ウルス）が引き継ぎ、結果として西方にはジョチ・ウルスとチャガタイ・ウルスが残ることになった。
ジョチ・ウルスとチャガタイ・ウルスからはモンゴル帝国の伝統を引き継ぐ多数の後継国家が東欧・中央アジアに誕生し、現地の歴史に多大な影響を残した。

## 西道諸王のウルス

### ジョチ王家
チンギス・カンの長男のジョチを始祖とする王家で、初封地はアルタイ山脈北部からイルティシュ流域にあった。

### チャガタイ王家
チンギス・カンの次男のチャガタイを始祖とする王家で、初封地はアルタイ山脈南部にあった。

### オゴデイ王家
チンギス・カンの三男のオゴデイを始祖とする王家で、初封地はアルタイ山脈中部にあった。